# Поворотный затвор

Поворотный затвор (продольно-скользящий затвор с запиранием поворотом; не путать с вращающимся, или крановым, затвором) — разновидность механизма запирания и отпирания канала ствола, в котором запирание и отпирание затвора осуществляется его поворотом влево или вправо и захождением боевых выступов затвора за ответные выступы ствольной коробки или насадки ствола (barrel extension). Поворот затвора обычно производится скосом затворной рамы (подобное АК оружие) или винтовыми канавками в канале затворной рамы (подобное M16 оружие и многие другие системы).
Количество боевых упоров определяет то, на какой угол необходимо повернуть затвор для запирания. Так, при наличии двух боевых упоров необходимо повернуть затвор на 90°, при наличии трёх — уже на 60°, а 10 — лишь на 18°. Соответственно, уменьшается энергия, расходуемая на запирание, снижается тряска оружия при выстреле. Кроме того, чем больше боевых упоров — тем равномернее распределяется давление пороховых газов на ствольную коробку. Поэтому, например, затвор автомата Калашникова имеет два боевых упора, а снайперской винтовки СВД, с её повышенными требованиями к кучности боя, — уже три. Поворотные затворы современного оружия часто имеют шесть и более боевых упоров (обычно до десяти).

## Ссылки

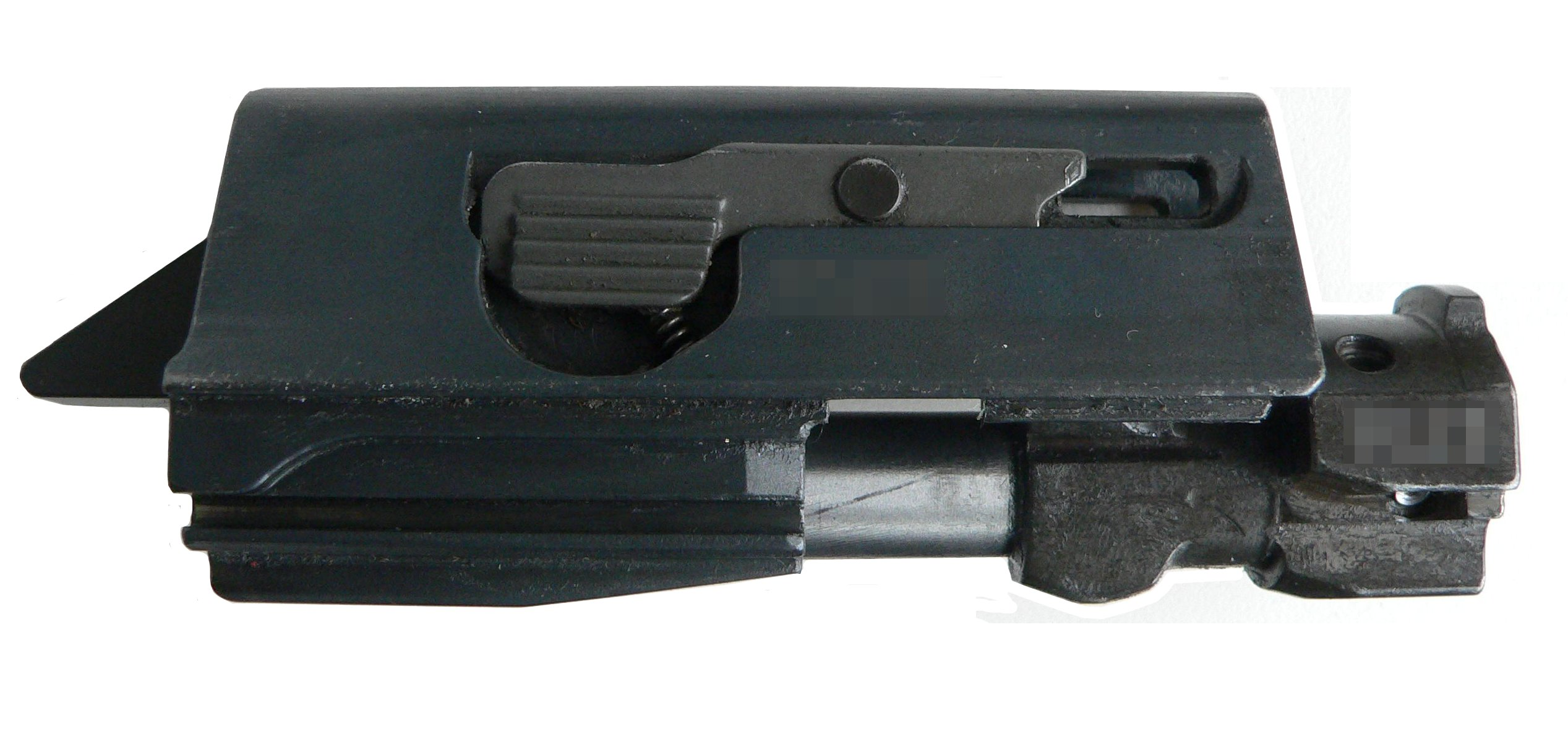
Поворотный затвор и затворная рама SIG 550. запирание — поворотом затвора на два боевых упора.

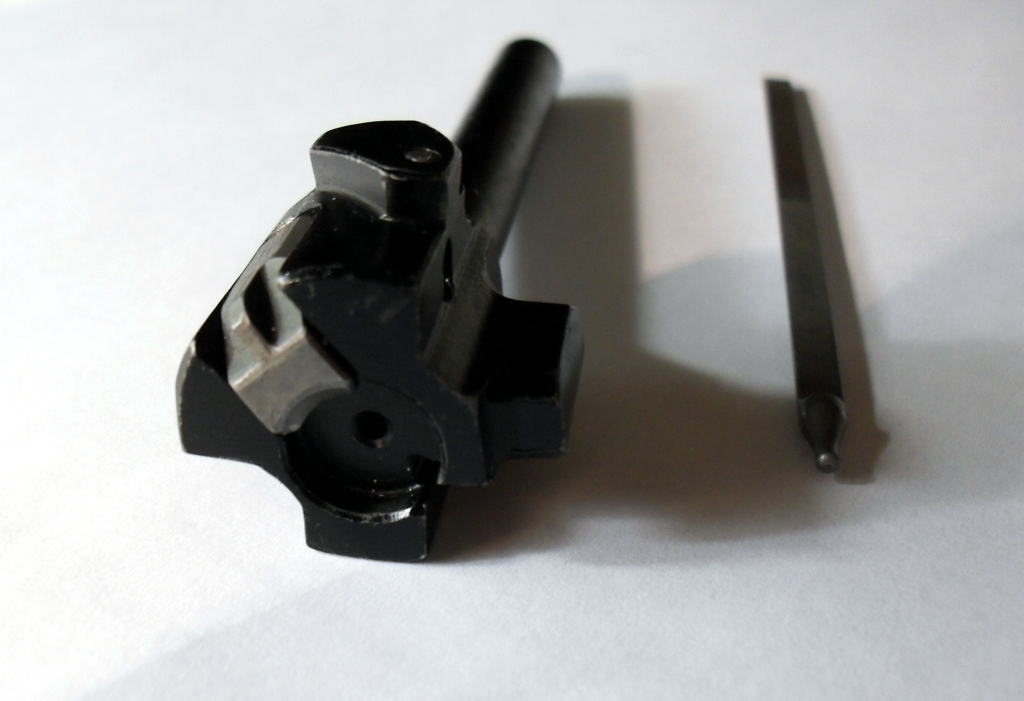
Затвор (поворотная боевая личинка затвора) автомата АК74. По бокам видны боевые упоры, на которые осуществляется запирание. Сверху расположен ведущий выступ, взаимодействием которого с фигурным пазом затворной рамы осуществляется поворот затвора для запирания и отпирания канала ствола. Спереди расположена чашечка затвора с подпружиненным выбрасывателем.